# Faye-l'Abbesse
 Faye-l'Abbesse  es una población y comuna francesa, en la región de Poitou-Charentes, departamento de Deux-Sèvres, en el distrito de Bressuire y cantón de Bressuire.

## Demografía
| 886 | 885 | 963 | 961 | 998 | 950 |
| Para los censos de 1962 a 1999 la población legal corresponde a la población sin duplicidades (Fuente: INSEE [Consultar]) |     |     |     |     |     |